# Viktor Ivanovich Ilyukhin
Viktor Ivanovitch Iliukhin (em russo: Ви́ктор Ива́нович Илю́хин; 1 de março de 1949 — 19 de março de 2011) foi um político russo, membro do Partido Comunista da Federação Russa. Na Duma, foi presidente do Comitê de Segurança, membro do Comitê Anticorrupção e da Comissão de Avaliação de Custos do Orçamento Federal para a Defesa e a Segurança Nacional da Rússia. Também foi presidente do movimento político em apoio ao exército, à indústria de defesa e à ciência militar.

## Biografia
Seu primeiro emprego foi como estivador, mas durante os anos de estudo universitário trabalhou como investigador no departamento de polícia de Penza, formou-se em Direito no Instituto de Saratov em 1971, serviu um ano de serviço militar na marinha soviética, com cargo nos submarinos da base flutuante da Frota do Pacífico, e a partir de 1975 trabalhou como investigador em Penza.
Entre 1984 e 1986, atuou como procurador da região de Penza, e entre 1986 e 1989 trabalhou na procuradoria soviética, como vice-chefe de investigações, quando participou em investigações de crimes de guerra nazistas.
Participou de forças-tarefa para investigar os acontecimentos em Nagorno Karabakh, Armênia, Azerbaijão, Fergana, Transnístria e Geórgia.
Entre 1989 e 1993 foi chefe do Departamento de Supervisão, membro do Ministério Público da União Soviética, e procurador-geral assistente sênior da URSS.
Em 4 de novembro de 1991 apresentou uma ação judicial contra o então presidente da União Soviética, Mikhail Gorbachev, por traição, em agravamento com violação do juramento da Constituição Soviética, dois dias depois, foi demitido do ministério.
Entre 1993 e 1994, foi co-presidente da organização que tentaria restabelecer a União Soviética, a chamada Frente de Salvação Nacional, em 12 de dezembro de 1993 foi eleito para a Duma por um distrito na região de Penza.
Em janeiro de 1994 foi eleito, e reeleito em 1996, presidente do Comitê de Segurança da Duma, e em dezembro de 1995 foi reeleito à Duma e ingressou em uma facção do Partido Comunista.
Após o assassinato de Lev Rokhlin, em 1998, tornou-se presidente do Movimento de Apoio ao Exército, à Indústria de Defesa e Ciência Militar, que possui 76 escritórios regionais e reúne centenas de milhares de participantes.
Em 1999, foi promotor de justiça no processo constitucional de impeachment de Boris Yeltsin, e defendeu o indiciamento no discurso aos deputados da Duma.
Em dezembro de 2003, foi eleito pela quarta vez para a Duma, e continua a ser presidente do Comitê de Segurança, estando envolvido como um especialista no trabalho do Tribunal Constitucional da Rússia, bem como das comissões das Nações Unidas, ele também trabalhou como colunista do Pravda, sendo autor de inúmeros artigos sobre política interna e externa das autoridades russas.
Foi autor de oito livros e numerosos artigos acadêmicos e jornalísticos, publicado em edições russas e estrangeiras e doutor em Ciência Jurídica, professor, membro correspondente da Academia Internacional de Eslavos de Ciências, Educação, Arte e Cultura, professor da Academia Internacional de Tecnologia da Informação, membro da Academia Internacional de Processos de Informação e Tecnologia, e advogado distinto da Federação Russa.
Em 19 de março de 2011, morreu em sua casa, em Kratovo, próximo a Moscou, e foi enterrado no cemitério Troekurovskoe.

## Investigação sobre Katyń
Illyukhin é criticado, no Ocidente, por atribuir a autoria do Massacre de Katyn aos nazistas, e nesse sentido argumentava que:
- culpar o NKVD era de interesse da Alemanha em 1943, quando os poloneses lutavam ativamente contra Hitler, e os alemães e queriam apresentar os bolcheviques como monstros;
- a suposta autoria pelo NKVD estaria em contradição com a formação do Exército de Anders, por meio do qual prisioneiros de guerra poloneses na União Soviética foram agrupados militarmente e saíram da URSS pela fronteira com o Irã para juntar-se ao Exército Britânico para combater os nazistas na Itália;
- houve uma filmagem de oficiais poloneses pelos alemães no outono de 1941, após a ocupação da região de Smolensk pela Wehrmacht;
- os poloneses foram executados com armas alemãs;
- muitas das vítimas tinham as mãos amarradas com fio de papel, que não era produzido na URSS;
- a autenticidade do documento assinado por Beria é questionável, pois testes efetuados a pedido do historiador C. Strygina, constatariam que as três primeiras páginas foram produzidas em uma máquina de escrever, e a última página, na qual existem apenas cinco linhas de texto, bem como a suposta assinatura L. Beria, foi produzida por outra máquina de escrever.